# Kamil al-Husseini

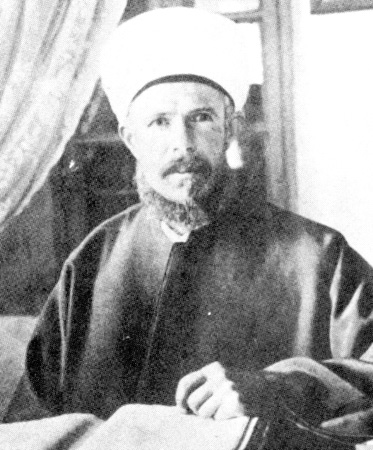
Kamil al-Husseini

Kamil al-Husseini (arabisch كامل الحسيني; * 23. Februar 1867; † 31. März 1921 in Jerusalem) war ein sunnitischer religiöser Führer und von 1908 bis zu seinem Tod Großmufti von Jerusalem.

## Leben
Al-Husseini war der Sohn von Mohammed Tahir al-Husseini, dem ersten Jerusalemer Großmufti; als sein Vater 1908 starb, wurde er zu dessen Nachfolger in dem Amt. Im Gegensatz zu seinem Vater suchte er während der Zeit des britischen Mandats nach einem Kompromiss mit den Briten und den Zionisten, mit deren Stellvertretern er sich traf. Die britischen Behörden ernannten ihn zum Vorsitzenden des Berufungsgerichtes und später zum Direktor des Hohen Waqf-Komitees.
Nach seinem Tod wurde sein Halbbruder Mohammed Amin al-Husseini zum Großmufti ernannt.